# Nosiola
Il Nosiola è un vitigno a bacca bianca coltivato particolarmente nella zona di Toblino e della Valle dei Laghi, dove si ritiene sia autoctono, coltivato su terrazzi chiamati "frate‘", e di Lavis, in provincia di Trento. È il vitigno impiegato anche nella produzione del Vino Santo Trentino o Trentino Vin Santo, facendo appassire uva Nosiola su graticci di canne.

## Caratteristiche
Foglia: medio-piccola, grappolo medio, cilindrico allungato, alato, compatto - acino medio, sferoidale, la buccia è pruinosa, sottile, consistente, di colore giallo verdastro.
Maturazione: medio-tardiva.
Vigoria: media.
Caratteristiche del vino: vino bianco, chiaro, gradevole, profumato, con una punta di amarognolo, un poco sapido, poco acido.
Di facile e gradevole beva, anche sfuso.